# Slaveri i Kuwait

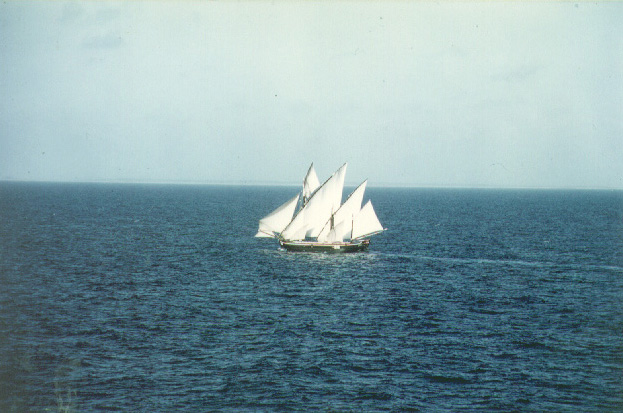
Dhows were used to transport goods and slaves.

Slaveri förekom i Kuwait fram till dess avskaffande år 1949. Kuwait var en destination för slavhandeln från Afrika via Persiska viken likväl som slavhandeln på röda havet via Saudiarabien, men en mindre andel slavar från Asien och Europa förekom också. Slaveriet avskaffades genom att slaveri togs bort från lagen 1949 och att regimen rutinmässigt godkände samtliga ansökningar om frigivning som inkom efter detta år. 1952 förklarades inga slavar längre ansöka om frigivning, och slaveriet förmodades därför ha upphört. Många afrokuwaitier härstammar från de slavar som transporterades till området under slavtiden. 

## Slavhandel
Det fanns flera olika rutter för slavhandeln till området. Den största gick traditionellt via Oman och den indiskoceaniska slavhandeln. Vid sekelskiftet 1900 började den indiskoceaniska slavhandeln ebba ut, och ersattes av slavhandeln på Röda havet via Saudiarabien och Oman. 
De flesta slavar var afrikaner, men det fanns också en minoritet lyxslavar av andra etniciteter som såldes för högre pris. Barn kidnappades från Jemen, och flickor såldes från Armenien, Georgien och irakiska Kurdistan till Kuwait som slavhustrur och kunkubiner. På 1940-talet förekom en livlig handel med flickor från Baluchistan avsedda för sexslaveri, sedan vita flickor blivit sällsynta. 

## Slavmarknad
Slaveri var sedan antiken en självklar del av samhället. Slavar användes för många olika ändamål. Kvinnliga slavar användes som hushållsarbetare och konkubiner (sexslavar), medan manliga slavar användes som pärldykare inom pärlindustrin, soldater, jordbruksarbetare, sjömän, hamnarbetare, bärare, kanalarbetare och fiskare.
I likhet med muslimska länder i allmänhet, var kvinnliga slavar betydligt vanligare än manliga, och såldes för ett högre pris.

## Motarbetande och avskaffande
Britterna fick formell överhöghet över området på 1890-talet. Britterna lade sig dock inte i den inre styrelsen av staten, utan begränsade sig till att sköta dess utrikespolitik, då de inte ansåg sig kunna ingripa mot slavhandeln utan att riskera sin kontroll över området. Då britterna genom avtal hade en skyldighet att ingripa mot slaveriet, uppgav de officiellt för NF:s Advisory Committee of Experts on Slavery att denna var upphävd i området, men hindrade samtidigt en internationell insyn som skulle ha bekräftat att britterna i praktiken tillät den att fortgå. 
Efter andra världskriget fick britterna för första gången reell kontroll över området, samtidigt som det internationella samfundet fick mer insyn, och kritiken mot slaveriet i Arabvärlden växte.  
Slavhandeln med vita flickor till haremen i Kuwait (normalt armeniska eller georgiska flickor) förbjöds formellt 1924. Så sent som 1928 upptäcktes dock sextio vita slavflickor i landet.
Slaveriet avskaffades år 1949. Avskaffandet var i strikt mening inte ett förbud mot slaveri, då ett sådant förbud skulle förbryta sig mot islam, som godkände slaveri. Istället för att förbjudas godkändes slaveri inte längre som en del av lagen efter 1949, och härskarens policy i frågan var att automatiskt godkänna ansökan från varje slav som ansökte om att bli frigiven från 1949 och framåt. 1952 uppgavs ingen sådan ansökan ha inkommit på tre år och slaveriet förmodades därför ha upphört. 
Avskaffandet ägde rum som en del av en då pågående trend i Arabvärlden, där Bahrain avskaffades slaveriet 1937, Qatar 1952 och Oman 1970. Efter slaveriets avskaffandes anställdes fattiga migrantarbetare för samma typer av arbeten enligt Kafala-systemet, som har kritiserats för att vara en modern form av slaveri.